# Alexander Dale Oen
Alexander Dale Oen (n. 21 mai 1985, Comuna Øygarden, Hordaland, Norvegia – d. 30 aprilie 2012, Flagstaff, Arizona, SUA) a fost un înotător norvegian, medaliat olimpic. A participat la 2 ediții ale Jocurilor Olimpice (2004, 2008) în care a câștigat o medalie de argint.